# HMY Victoria and Albert II
HMY Victoria and Albert II fue un vapor de 300 pies puesto en marcha el 16 de enero de 1855, que funcionó como yate real de la soberanía del Reino Unido hasta el año 1901, era propiedad y estaba operado por la Marina Real Británica. Desplazaba 2 479 toneladas y podía hacer 15 nudos de velocidad, además contaba con 240 tripulantes. El Victoria and Albert II fue desechado alrededor de 1904. El Horria fue construido con las mismas especificaciones por Ismail Pasha, el Jedive de Egipto en 1865 y es el más antiguo barco de vapor a flote.